# Clovia jeswieti
Clovia jeswieti is een halfvleugelig insect uit de familie Aphrophoridae. De wetenschappelijke naam van deze soort is voor het eerst geldig gepubliceerd in 1930 door Schmidt.